# 方各庄镇
方各庄镇，是中华人民共和国河北省唐山市滦南县下辖的一个乡镇级行政单位。

## 行政区划
方各庄镇下辖以下地区：
前曲荒店村、后曲荒店村、高庙村、新庄子村、东杜方各庄村、西杜方各庄村、燕方各庄村、马方各庄村、三义庙村、庞方各庄村、李方各庄村、麻各庄村、杨各庄村、潘庄村、宋各庄村、曹营村、魏各庄村、小陈庄村、军师庄村、西万坨村、东万坨村、屯里村、坨上村、三甲庄村、李家庄村、大张庄村、小张庄村、西港北村和高各庄村。